# Anna Zak
Anna Kuzenkova (en ruso: Анна Кузенкова; Sochi, 12 de marzo de 2001), más conocida como Anna Zak (en hebreo: אנה זק‎), es una modelo, personalidad de Internet y cantante israelí de origen ruso.
Cuenta con más de 4 millones de seguidores en TikTok y más de 1 millón de seguidores en Instagram, habiéndose hecho famosa en las redes sociales tanto en Israel como a nivel internacional. Está considerada como una de las israelíes más influyentes en la red.

## Primeros años y educación
Anna Kuzenkova nació en Sochi (Rusia), hija de Natalia y Denis Kuzenkov. Su familia emigró a Israel en 2010, cuando ella tenía nueve años, con sus padres, su hermana y sus abuelos, instalándose la familia en Ashdod, y en poco tiempo ella ya hablaba hebreo. Sus padres se separaron más tarde, y su padre regresó a Rusia, trabajando en los Juegos Olímpicos de Sochi 2014; su hermana mayor sirvió en el ejército israelí en ese momento. Zak asistió a la escuela secundaria Mekif Hey en Ashdod. El apellido "Zak" que utiliza fue seleccionado como un nombre artístico pegadizo acortado. Su padre es judío.
En marzo de 2020, Zak se incorporó a las Fuerzas de Defensa de Israel.
En 2019 inició una relación con el artista israelí Roee Sendler.

## Carrera en el modelaje
Comenzó su carrera en 2014 en el reality show infantil israelí The Boys And The Girls.
En 2016, fue elegida para ser el rostro de Scoop Shoes, ganando un contrato de 50 000 nuevos séqueles a la edad de 15 años, considerada una gran suma para su edad. También ha protagonizado una campaña mundial para la marca de depilación Veet. Dice que, en su escuela, algunos de sus profesores no conocen su carrera en las redes sociales. Cuando aún estaba en noveno grado, sus ingresos mensuales por su perfil en las redes sociales eran de al menos 10 000 séqueles (al cambio unos 2 500 dólares estadounidenses), sin contar contratos de patrocinio.
Sus grandes ingresos a su edad han levantado las cejas, pero ella dijo al Canal 2 de Israel que su carrera es apoyada por su familia.
En 2017, se convirtió en la presentadora del programa To be a singer de Music 24. También colabora en las redes sociales con la modelo Neta Alchimister.
En junio de 2017, fue elegida para ser el rostro de la campaña de vuelta al cole de Office Depot en Israel[35] En 2018, modeló junto a las también modelos israelíes Yael Shelbia y Neta Alchimister en la campaña de la marca Fix.

### Now United
En 2017, se presentó a una audición para el proyecto Now United de Simon Fuller, para formar parte de una banda internacional (con representantes de China, India, Rusia, Japón, Reino Unido, Estados Unidos, Filipinas, Corea del Sur, Finlandia y Alemania). Más tarde se anunció que había sido elegida para encabezar el proyecto, en lugar de ser una de las cantantes, lo que supondría vuelos regulares desde Israel a Los Ángeles mientras seguía estudiando. Se enteró de que debía ser la presentadora de la banda y lo hizo en una ocasión en Rusia.